# دیلن (موسیقی‌دان)
ناتاشا کاترین وودز (انگلیسی: Natasha Katherine Woods؛ زادهٔ ۲۵ اکتبر ۱۹۹۹) که به‌طور حرفه‌ای با نام دیلن (انگلیسی: Dylan) شناخته می‌شود، موسیقی‌دان، خواننده و ترانه‌پرداز اهل انگلستان است. او در سال ۲۰۲۲ با آیلند رکوردز قرارداد امضا کرد و نخستین میکس‌تیپ خود را با نام بزرگ‌ترین چیزی که هرگز نخواهم آموخت در اکتبر ۲۰۲۲ منتشر کرد که به جایگاه شماره ۱۹ در جدول آلبوم‌های بریتانیا دست یافت.

## اوایل زندگی
ناتاشا کاترین وودز از والدینی به نام‌های لورن (زادنام مکسول) و رابرت وودز به دنیا آمد و در روستای بورس، واقع در مرز اسکس و سافک، بزرگ شد. او از سنین پایین شروع به نواختن موسیقی کرد و از ۱۰ سالگی گیتار را یاد گرفت. در دوران کودکی، به دلیل مشکلاتی که در خواندن داشت، به بیماری سندرم ایرلن مبتلا شد. او به مدرسه استاو رفت و در آنجا عضو گروه کویینز بود. وودز توانست پیانو و گیتار را با گوش یاد بگیرد و ترانه‌سرایی را آغاز کرد. با کمک معلم موسیقی‌اش بن وستون، او برخی از آثارش را برای تهیه‌کننده ویل هیکس فرستاد و ویل به کارش علاقه‌مند شد.

## حرفه
دیلن نخستین آلبوم چندآهنگهٔ خود با نام بنفش در اکتبر ۲۰۱۹ منتشر کرد. این آلبوم چندآهنگه شامل تک‌آهنگ آغازین با نام «دختران بد دل‌شکستگی را شکست می‌دهند» و تک‌آهنگ دومش «شیر ترش» بود که دیلن دربارهٔ آن گفته بود: «'شیر ترش' دربارهٔ کشمکش‌های یک رابطه است؛ اینکه وقتی کسی پیشت هست، او را نمی‌خواهی اما وقتی دور می‌شود، دلتنگش می‌شوی. من معمولاً دلایل احمقانه‌ای برای تمام کردن یک رابطه می‌آورم و بعد وقتی آن شخص می‌رود، فوراً پشیمان می‌شوم؛ این یک ترن هوایی از احساسات است و نمی‌دانی که دقیقاً چه می‌خواهی… .»
پس از بنفش، دیلن دو آلبوم چندآهنگهٔ دیگر منتشر کرد: قرمز در سال ۲۰۲۰ و نو رومئو در سال ۲۰۲۲. در مورد تک‌آهنگ آغازین این آلبوم، دیلن گفته بود: «'نو رومئو' را با یاد بهترین دوستانم نوشتم. از اینکه همیشه به روابط بد گذشته‌شان برمی‌گشتند و اجازه می‌دادند با آن‌ها بد رفتاری بشود، خسته شده بودم (البته فکر می‌کنم من هم به اندازهٔ آن‌ها به این ترانه نیاز داشتم!) و می‌خواستم مثل همیشه چیزی بنویسم که قدرت‌بخش باشد. هدفم این بود که یک سرود برای رانندگی‌های شبانه با شیشه‌های پایین، فریاد زدن به دریا به خاطر زندگی و لحظات دردناک شکست عشقی که با گریه، جیغ و استفراغ همراه است، بنویسم.»
در اواسط سال ۲۰۲۲، دیلن از اد شیرن در تور +–=÷× حمایت کرد و به ناشر موسیقی آیلند رکوردز پیوست.
در ۲۸ اکتبر ۲۰۲۲، دیلن نخستین میکس‌تیپ خود را با نام بزرگ‌ترین چیزی که هرگز نخواهم آموخت منتشر کرد. بلافاصله پس از آن، دیلن به عنوان «هنرمند ویژه» از سوی دیزر معرفی شد. در دسامبر ۲۰۲۲، دیلن به عنوان یکی از نامزدهای فهرست بلند «صدای ۲۰۲۳» توسط رادیو بی‌بی‌سی وان اعلام شد.
در ۴ اوت ۲۰۲۳، او ترانهٔ «دروغگو دروغگو» را با همکاری گروه موسیقی انگلیسی باستیل منتشر کرد.

## ترانه‌شناسی

### میکس‌تیپ‌ها
| عنوان                              | جزئیات آلبوم                                                                          | بالاترین جایگاه جدول |
| عنوان                              | جزئیات آلبوم                                                                          | بریتانیا             |
| ---------------------------------- | ------------------------------------------------------------------------------------- | -------------------- |
| بزرگ‌ترین چیزی که هرگز نخواهم آموخت | - انتشار: ۲۸ اکتبر ۲۰۲۲ - ناشر: آیلند رکوردز - فرمت: سی‌دی، کاست، دانلود دیجیتال، ال‌پی | ۱۹                   |

### آلبوم‌های چندآهنگه
| عنوان    | جزئیات                                                                          |
| -------- | ------------------------------------------------------------------------------- |
| بنفش     | - انتشار: ۲۵ اکتبر ۲۰۱۹ - ناشر: Khaos Records - فرمت: دانلود دیجیتال            |
| قرمز     | - انتشار: ۲۹ مه ۲۰۲۰ - ناشر: هو ایز دیلن - فرمت: دانلود دیجیتال                 |
| نو رومئو | - انتشار: ۸ آوریل ۲۰۲۲ - ناشر: هو ایز دیلن، ای‌دابلیوای‌ای - فرمت: دانلود دیجیتال |

### تک‌آهنگ‌ها
| عنوان                               | سال  | آلبوم                                                   |
| ----------------------------------- | ---- | ------------------------------------------------------- |
| «دختران بد دل‌شکستگی را شکست می‌دهند» | ۲۰۱۹ | بنفش                                                    |
| «شیر ترش»                           | ۲۰۱۹ | بنفش                                                    |
| «مشکلات تو»                         | ۲۰۲۰ | قرمز                                                    |
| «ای کاش مال من نمی‌بودی»             | ۲۰۲۰ | قرمز                                                    |
| «نوزده»                             | ۲۰۲۱ | نو رومئو                                                |
| «شخص دیگری»                         | ۲۰۲۱ | نو رومئو                                                |
| «تو هری استایلز نیستی»              | ۲۰۲۱ | نو رومئو                                                |
| «نو رومئو»                          | ۲۰۲۲ | نو رومئو                                                |
| «دختر رؤیاهای تو»                   | ۲۰۲۲ | بزرگ‌ترین چیزی که هرگز نخواهم آموخت                      |
| «هیچ‌چیز برای همیشه دوام نمی‌آورد»    | ۲۰۲۲ | بزرگ‌ترین چیزی که هرگز نخواهم آموخت                      |
| «آبی»                               | ۲۰۲۲ | بزرگ‌ترین چیزی که هرگز نخواهم آموخت                      |
| «تاول‌ها»                            | ۲۰۲۲ | بزرگ‌ترین چیزی که هرگز نخواهم آموخت                      |
| «هر قلبی به جز قلب من»              | ۲۰۲۳ | بزرگ‌ترین چیزی که هرگز نخواهم آموخت (لایو / نسخه دیلاکس) |
| «دروغگو دروغگو» (با همکاری باستیل)  | ۲۰۲۳ | ن/م                                                     |
| «فرزند شورشی»                       | ۲۰۲۳ | ن/م                                                     |
| «بهانه»                             | ۲۰۲۴ | ن/م                                                     |
| «انتقام کامل»                       | ۲۰۲۴ | ن/م                                                     |

## واژه‌نامه
1. ↑  Bad Bitches Beat Heartbreak
2. ↑  Sour Milk
3. ↑  Your Issues
4. ↑  Wish You Weren't Mine
5. ↑  Nineteen
6. ↑  Someone Else
7. ↑  You're Not Harry Styles
8. ↑  No Romeo
9. ↑  Girl of Your Dreams
10. ↑  Nothing Lasts Forever
11. ↑  Blue
12. ↑  Blisters
13. ↑  Every Heart But Mine
14. ↑  Liar Liar
15. ↑  Rebel Child
16. ↑  The Alibi
17. ↑  Perfect Revenge